# ピー・ウィー・ラッセル
ピー・ウィー・ラッセル（Pee Wee Russell、1906年3月27日 - 1969年2月15日）は、アメリカ・ミズーリ州メイプルウッド出身のジャズ・クラリネット奏者。
ディキシーランド・ジャズで知られ、コモドア・レコードに在籍していたこともあった。
共演者はビックス・バイダーベック、フランキー・トランバウアー、エディ・コンドン、ライオネル・ハンプトン、セロニアス・モンク、オリヴァー・ネルソン等が挙げられる。

## ディスコグラフィ

### リーダー・アルバム
初期の音源については、コンピレーション・アルバム『ジャズ・オリジナル』についての記事も参照のこと。
- Clarinet Strut (1952年)
- The Individualism of Pee Wee Russell (1952年、サヴォイ・ジャズ)
- Pee Wee Russell All Stars (1952年、アトランティック)
- Salute To Newport (1953年)
- 『ウィ・アー・イン・ザ・マネー』 - We're In the Money (1953年、ブラック・ライオン・レコード（英語版）)
- Portrait of Pee Wee (1958年)
- Over the Rainbow (1958年、ザナドゥ・レコード（英語版）)
- Salute to Newport (1959年、インパルス!)
- Swingin' With Pee Wee (1961年、マイルストーン)
- 『ジャズ・リユニオン』 - Jazz Reunion (1961年、キャンディド) ※with コールマン・ホーキンス
- New Groove (1962年、コロムビア)
- Honey Licorice (1964年)
- Gumbo (1964年)
- 『アスク・ミー・ナウ』 - Ask Me Now! (1965年、インパルス!)
- The College Concert (1966年、インパルス!)
- 『ザ・スピリット・オブ'67』 - The Spirit of '67 (1967年、インパルス!) ※with オリヴァー・ネルソン

### 参加アルバム
セロニアス・モンク
- 『マイルス・アンド・モンク・アット・ニューポート』 - Miles & Monk at Newport (1963年) ※with マイルス・デイヴィス

ジョージ・ウェイン
- George Wein & the Newport All-Stars (1962年、インパルス!)